# 스쿠비!
《스쿠비!》(영어: Scoob!)는 2020년 공개된 미국의 모험 코미디 애니메이션 영화이다. 성우 프랭크 웰커가 주인공 스쿠비두의 더빙을 맡았다.

## 목소리 출연

### 주연
- 마크 월버그
- 잭 에프론
- 아만다 사이프리드
- 지나 로드리게즈
- 프랭크 웰커 - 스쿠비두 역

### 조연
- 켄 정
- 제이슨 아이삭스
- 윌 포트
- 맥케나 그레이스
- 키어시 클레몬스
- 트레이시 모건

## 한국판
- 노민: 스쿠비 역
- 사성웅: 섀기 역
- 유동균: 프레드 역
- 민지: 벨마 역
- 이지현: 대프니 역
- 장민혁: 블루 팔콘 역
- 변영희: 다이노머트 역
- 김현심: 디 디 사이크스 역
- 온영삼: 딕 다스타들리 역
- 이장원: 캡틴 케이브맨 역

## 기타
- 원작자: 조 루비
- 원작자: 켄 스피어스
- 미술: 마이클 커린스키
- 시각효과: 밥 먼로
- 배역: 루스 램버트